# Getashen (Armavir)
Getashen (in armeno Գետաշեն?) è un comune dell'Armenia di 2 469 abitanti (2008) della provincia di Armavir.